# Honkaluoto (ö i Södra Savolax, Nyslott, lat 62,17, long 28,73)
Honkaluoto är en ö i Finland. Den ligger i sjön Enonvesi och i kommunen Enonkoski i den ekonomiska regionen  Nyslotts ekonomiska region  och landskapet Södra Savolax, i den sydöstra delen av landet, 300 km nordost om huvudstaden Helsingfors. Öns area är 7 hektar och dess största längd är 0,7 kilometer i sydöst-nordvästlig riktning.